# Ente Autonomo Volturno
L'Ente Autonomo Volturno - E.A.V. est une entreprise historique de Campanie créée en 1889 pour produire de l'énergie hydroélectrique. Au fil du temps, la société s'est diversifiée dans les transports en commun.
Depuis la nationalisation du secteur de l'électricité en Italie avec la création de l'ENEL en décembre 1962, E.A.V. s'est orientée exclusivement vers le secteur des transports en commun : réseau de trams urbains, funiculaire, métro et autobus.

## Histoire
L'Ente Autonomo Volturno a été créé par la loi No 351, articles 18-28, du 8 août 1904, concernant la Renaissance économique de la ville de Naples. Sa mission initiale était la production d'énergie hydroélectrique à partir de centrales et barrages à construire sur le fleuve Volturno, et l'alimentation en électricité des usines et industries implantées dans la région de Naples pour favoriser le développement industriel de la province.

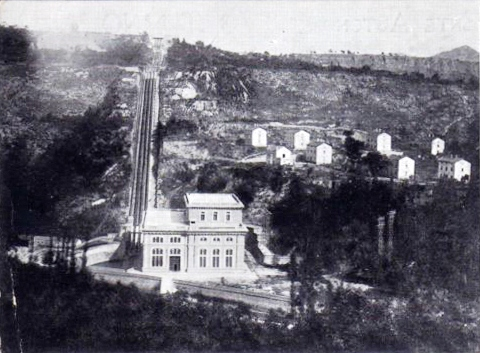
Centrale hydroélectrique de Rocchetta a Volturno en 1930 - photo d'époque

En 1909, la première unité de production, la centrale hydroélectrique de Rocchetta a Volturno est inaugurée. Cette centrale électrique a été très lourdement endommagée par les bombardements répétés de l'aviation nazie durant la seconde guerre mondiale et entièrement reconstruite en adoptant un nouveau style très original.

### L'engagement dans les transports en commun
C'est en 1931 que la société s'engage la première fois dans le secteur des transports avec la reprise de la gestion des Tramways de Naples, qui venait d'absorber les Tramways de Capodimonte et rachète la Ferrovia Cumana et lance le projet de construction de la Ferrovia Circumflegrea.

### Le passage d'entreprise à Holding
Au fil des années, les attributions de la société, contrôlée par la Région Campanie, ont beaucoup évolué jusqu'à faire fonction de structure publique d'achat de biens et services pour la collectivité, comme ce fut le cas pour la fourniture de 3 convois ferroviaires où EAV a lancé un appel d'offres, négocié et signé le contrat en mai 2001, convois destinés aux transports ferrés urbains de Salerne. Cette même année 2001, une loi régionale transforme E.A.V. en Holding.

### L'intégration des compagnies ferroviaires locales
À la suite de la délibération N° 424/2011, le Conseil régional de Campanie donne mandat à EAV de mener à bien les interventions nécessaires pour améliorer l'efficacité et la rentabilité, en diminuant les coûts, des transports en commun sous tutelle de la région. Les trois entreprises ferroviaires publiques Circumvesuviana, SEPSA et MetroCampania NordEst sont regroupées et fusionnent dans EAV en décembre 2012.

### Le redressement des finances et la relance
À la suite de l'élection de Vincenzo De Luca à la présidence de la Region Campanie, Umberto De Gregorio est nommé président d'E.A.V. Srl. Après des années de revers financiers, la société s'engage sur la voie de l'assainissement de ses comptes grevés par presque 700 millions de dettes, et les bilans 2016/2017 présentent, pour la première fois, un excédent, ce qui a permis le recrutement de 350 nouveaux salariés en 2018.
Un vaste programme de modernisation des gares est engagé comme la gare d'Agnano, gare de San Giorgio a Cremano, gare de Piscinola Scampia, gare d'Edenlandia, gare de Sorrente, gare de Via Gianturco, gare de Pratola Ponte, gare de Ponticelli, gare de Vesuvio de Meis, gare de San Vitaliano, gare de Santa Maria del Pozzo, gare de Brusciano.
En 2016, après plusieurs années d'arrêt pour des travaux complexes de remise à niveau technique et consolidations anti-sismiques, le téléphérique du Mont Faito reprend du service.
Un large plan régional de renouvellement et de développement des matériels ferroviaires et routiers est lancé. Ce sont pas moins de 800 nouveaux autobus dont une première tranche de 480 unités a été adjugée après un appel d'offres lancé en avril 2019 et une deuxième tranche de 260 dont le marché en cours de consultation. 250 autobus de la première tranche ont déjà été livrés et mis en service,,, ainsi que 24 nouvelles rames électromotrices ETR 526 (Jazz) immédiatement mises en service,,,,,.
EAV et la Région ont acquis 21 nouvelles rames électromotrices pour les lignes régionales phlégréennes, dont 12 pour la Cumana dont 5 sont déjà en service, les autres le seront au mois de novembre) et les autres sont affectés aux lignes Circumflegrea et 40 nouvelles rames pour la Circumvesuviana,,.
De plus, une grande opération de revamping sur les rames existantes est lancée
Le 27 mai 2019, le contrat d'achat de 5 nouvelles rames Diesel-électriques pour la ligne Naples-Piedimonte Matese est signé. À cette occasion, la société EAV dévoile sa nouvelle livrée.

## Services ferroviaires assurés par la compagnie E.A.V. Srl
Le holding Ente Autonomo Volturno Srl cumule les responsabilités de gestionnaire d'entreprise ferroviaire et de gestionnaire d'infrastructure ferroviaire de l'ensemble des sociétés incorporées.

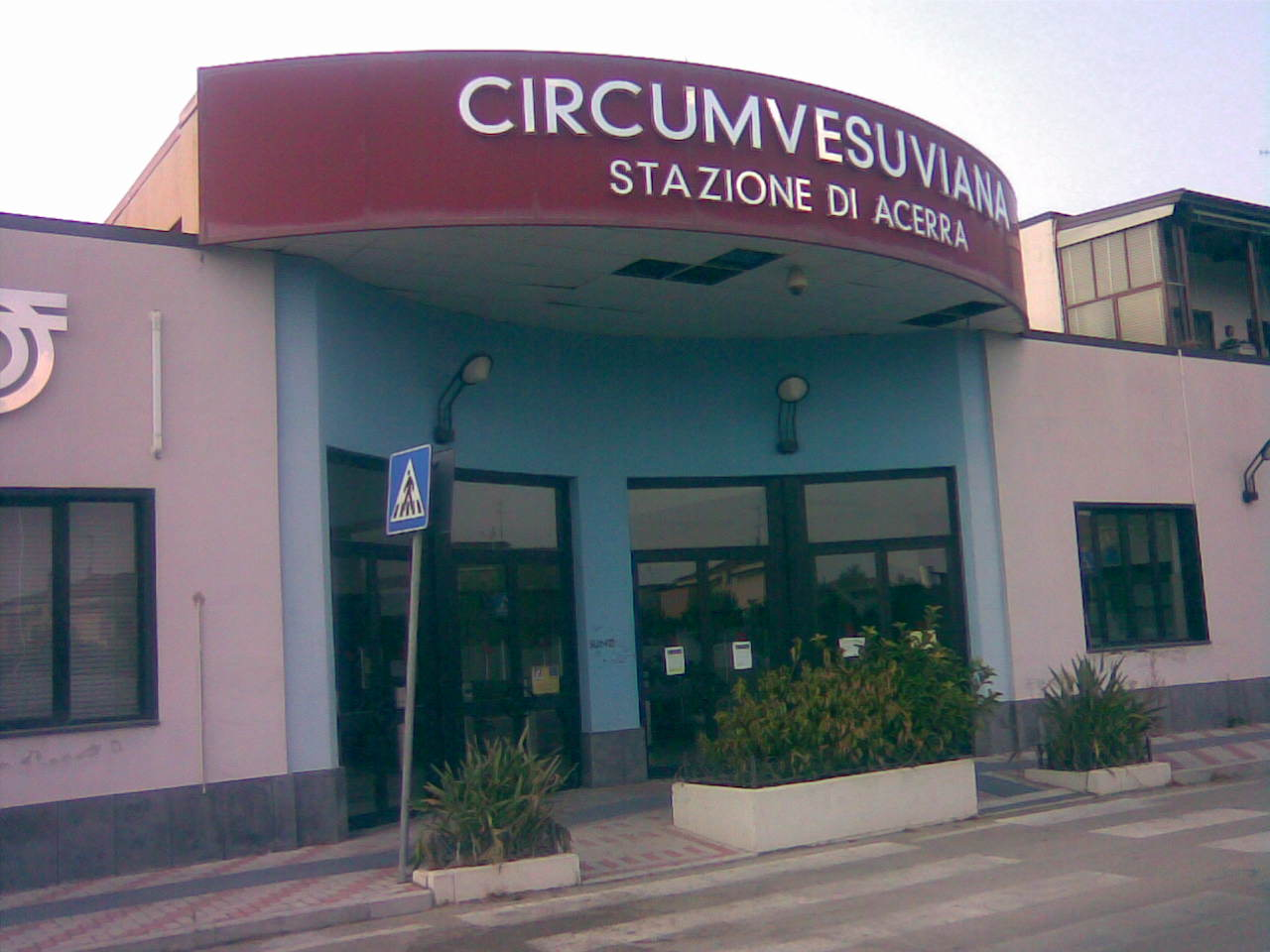
Entrée de la gare terminus Circumvesuviana d'Acerra

### Ex-Circumvesuviana
Le réseau ferroviaire de l'ex-Circumvesuviana, d'une longueur de 142,367 km à écartement normal UIC et de 203,447 km de voies étroites (norme italienne) de 950 mm, est totalement indépendant sans interconnexion avec tout autre réseau national ou régional comprenant six lignes à voie étroite (norme italienne) de 950 mm, avec 96 gares, soit une moyenne de une gare tous les 1,5 km, toutes avec accès de plain-pied aux trains.

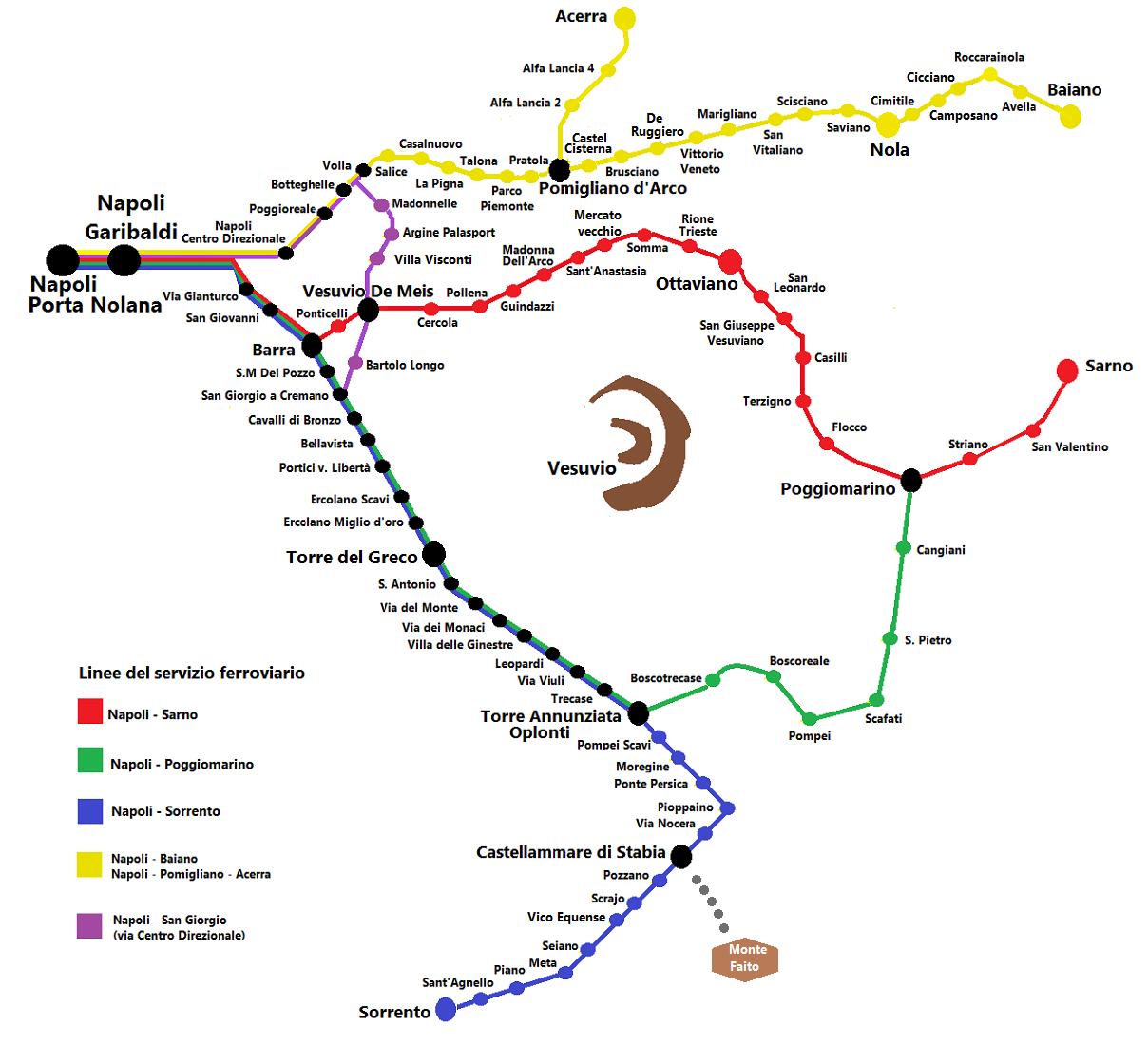
Plan du réseau Circumvesuviana

Le réseau comporte cinq gares terminus : Acerra, Baiano, Naples Porta Nolana, Sarno et Sorrente.
Le réseau ferré de la Circumvesuviana couvre de manière très dense un bassin de plus de 2,5 millions d'habitants, réparti sur 47 communes sur les provinces de Naples, Salerne et Avellino.

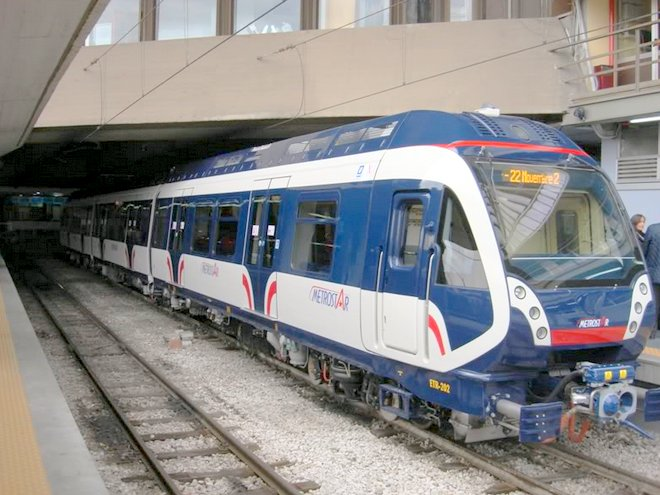
Rame automotrice SFSM ETR.200 Metrostar

En moyenne, chaque jour, 71.000 voyageurs (26 millions par an), utilisent les rames de la Circumvesuviana
Les rames utilisées sur la ligne ont bénéficié en 2016, d'un programme expérimental mis au point par des ingénieurs napolitains "Ruota Silenziata Syope" roues silencieuses, qui permet de diminuer de 4 à 6 dB les émissions sonores des rames ferroviaires notamment les sons stridents émis dans les courbes serrées. Ce dispositif a été installé également sur toutes les rames SFSM ETR.200 Metrostar en service sur les lignes Vesuviane.
De même, afin de limiter la consommation d'électricité, tous les bâtiments et gares ont été couverts de panneaux photovoltaïques et les systèmes d'éclairage sont à LED.

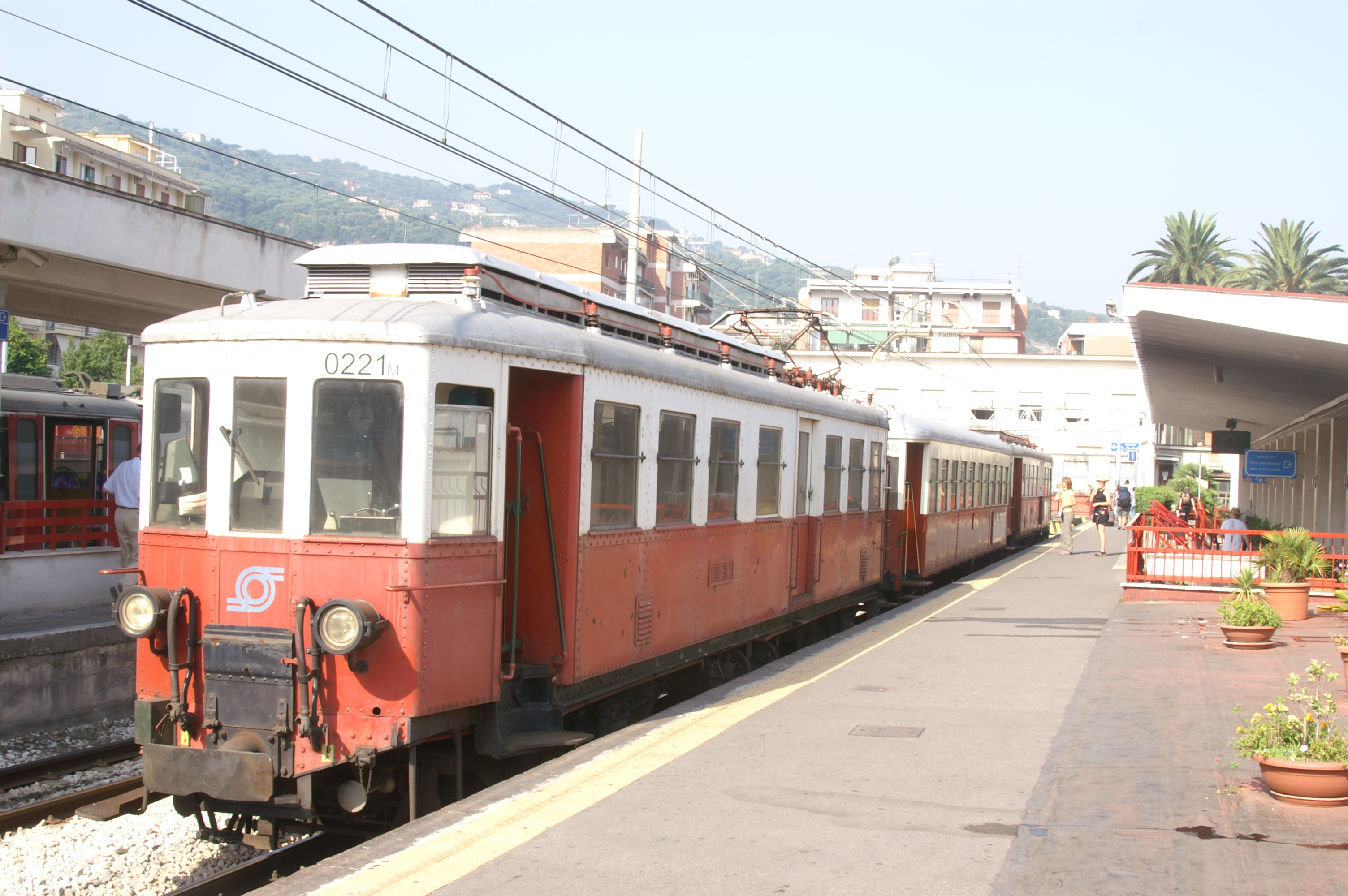
Convoi historique "Sorrento Express" Gare de Sorrente en 2008

Sur le réseau ex-Circumvesuviana, de nombreux services à vocation purement touristiques sont organisés :
- le Sorrento Express est assuré par les toutes premières rames électriques (dénommées BD) de la Circumvesuviana, restaurées selon les plans d'origine. Du départ de Naples, les touristes peuvent visiter toutes les localités de la péninsule de Sorrente. Durant le trajet, plusieurs produits typiques locaux sont proposés[45].
- Le Napoli Express utilise une rame automotrice complètement reconditionnée avec des sièges très confortables et la climatisation des voitures, cette ligne fait la navette entre Naples et Sorrente,
- Le Campania Express est une rame moderne automotrice SFSM ETR.200 Metrostar qui dessert les gares de Naples, Ercolano, Pompei et Sorrente[46]. Cette ligne à vocation touristique a été créée en 2015 et fonctionne de début mars à fin décembre avec une fréquence quotidienne de quatre A+R.[47],[48].

### Réseau ex-SEPSA
Le réseau ex-SEPSA (ou phlégéen), d'une longueur totale de 47 km, est totalement indépendant sans interconnexion avec tout autre réseau national ou régional. Les deux lignes du réseau desservent un bassin de presque 1,5 million d'habitants, réparti sur 5 communes sur la seule province de Naples. Les deux gares terminus des lignes Cumana et Circumflegrea, sont à Montesanto et Bacoli Torregaveta.
Ces deux lignes transportent une moyenne de 37 000 voyageurs quotidiennement (13,5 millions par an)

### Réseau ex-MetroCampania NordEst
Le réseau comprend :
- deux lignes sub-urbaines d'une longueur totale de 89,7 km,
- une ligne de métro Naples-Aversa, d'une longueur de 10,23 km, ouverte en 2005, appelée ligne Arcobaleno, dessert un bassin de 500.000 habitants répartis sur 24 communes dans les provinces de Naples, Caserte et Bénévent. Cette ligne fait partie du Service ferroviaire métropolitain de Naples.

Les liaisons effectuées par les deux lignes sub-urbaines desservent la Gare de Naples-Centrale et utilise partiellement les voies publiques de RFI sur les tronçons Naples–Cancello et Naples–Santa Maria Capua Vetere.

### Récapitulatif des lignes EAV

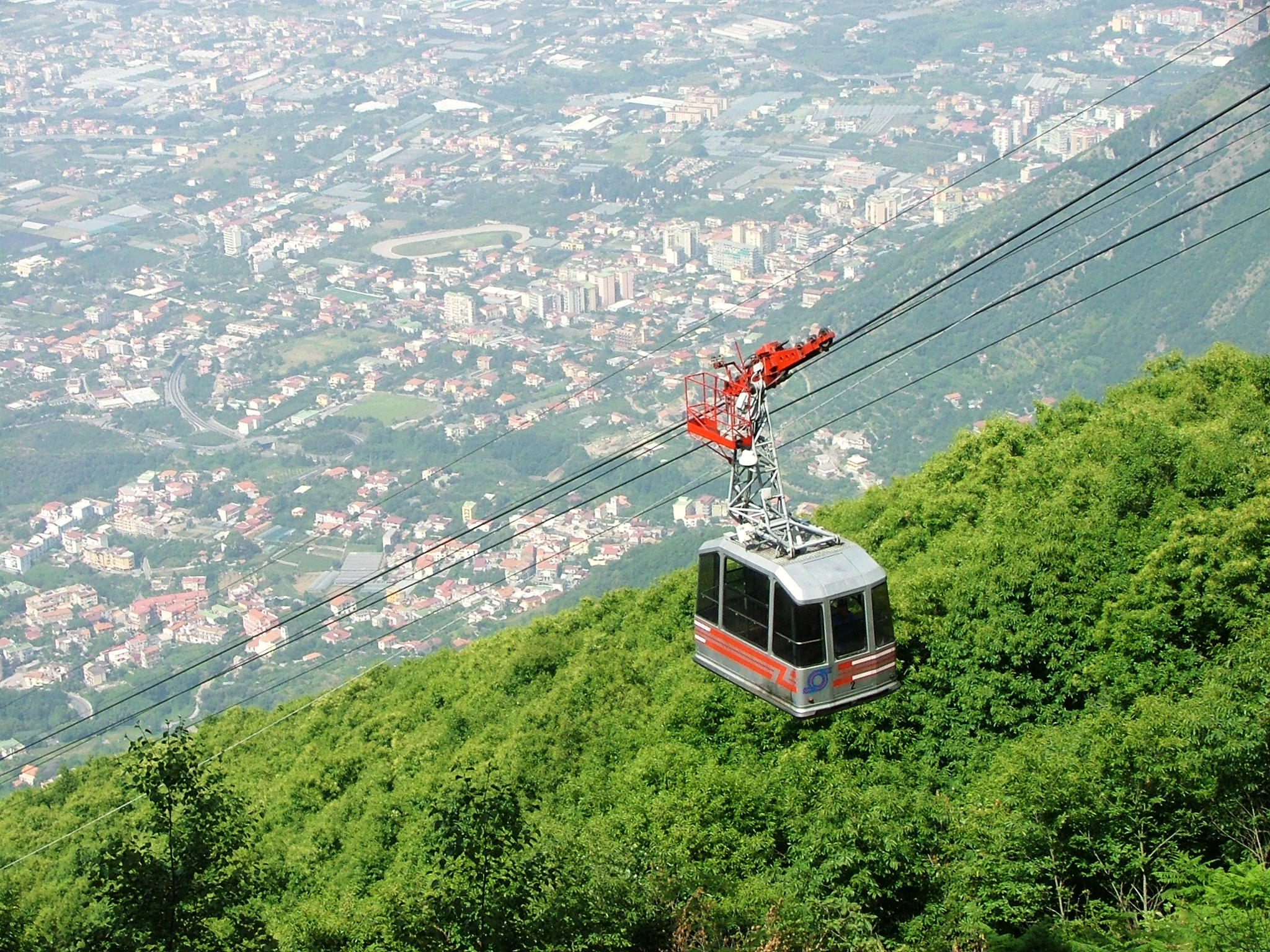
funiculaire du Mont Faito

| Réseau ferroviaire géré par Ente Autonomo Volturno Srl |           |            |          |          |                                                                          |                       |
| Ligne ferroviaire                                      | Ouverture | Traction   | Longueur | Nb gares | Service                                                                  | Réseau d'origine      |
| Ligne Naples-Baiano                                    | 1885      | Électrique | 38 km    | 28       | Naples Porte Nolana - Nola (Circumvesuviana) - Baiano                    | Circumvesuviana       |
| Branche Pomigliano d'Arco-Acerra                       | 2004      | Électrique | 3 km     | 4        | Naples Porta Nolana - Pomigliano d'Arco - Acerra (Circumvesuviana)       | Circumvesuviana       |
| Ligne Naples-Sarno                                     | 1891      | Électrique | 38 km    | 28       | Naples Porta Nolana - Ottaviano (Circumvesuviana) - Sarno                | Circumvesuviana       |
| Ligne Naples-Poggiomarino                              | 1904      | Électrique | 35 km    | 25       | Naples Porta Nolana - Scafati (Circumvesuviana) - Poggiomarino           | Circumvesuviana       |
| Ligne Naples-Sorrente                                  | 1932      | Électrique | 26 km    | 15       | Naples Porta Nolana - Torre Annunziata - Sorrente.                       | Circumvesuviana       |
| Branche Botteghelle-San Giorgio a Cremano              | 2001      | Électrique | 8 km     | 7        | Naples Porta Nolana - Naples Centro Direzionale - San Giorgio a Cremano. | Circumvesuviana       |
| Cumana                                                 | 1889      | Électrique | 20 km    | 19       | Naples Montesanto (SEPSA) - Pouzzoles - Bacoli Torregaveta               | SEPSA                 |
| Circumflegrea                                          | 1962      | Électrique | 27 km    | 16       | Naples Montesanto (SEPSA) - Licola - Bacoli Torregaveta                  | SEPSA                 |
| Alifana                                                | 1912      | Diesel     | 42 km    | 15       | Naples Centrale - Caserte - Piedimonte Matese                            | MetroCampania NordEst |
| Caudina                                                | 1913      | Électrique | 47 km    | 12       | Naples Centrale - Cancello - Bénévent                                    | MetroCampania NordEst |
| Arlechino                                              | 2005      | Électrique | 10 km    | 10,5     | Naples Piscinola Scampia-Giugliano - Aversa Centre                       | MetroCampania NordEst |

## Funiculaires
E.A.V. gère également le Téléphérique de Faito qui relie durant la période estivale, le centre de Castellammare di Stabia et Vico Equense au sommet du mont Faito en 8 minutes. Le téléphérique a été mis en service en 1952 et a été entièrement modernisé en 1990.

## Matériel ferroviaire
Le parc matériel de la compagnie EAV s'est fortement accru avec l'intégration de nombreuses compagnies ferroviaires :
- 85 rames électriques ex-Circumvesuviana SFSM ETR 001-085, construites par Sofer SpA/Asgen entre 1971 et 1978, alimentées en 1,5 kV cc., pour voies étroites italiennes de 950 mm,
- 33 rames électriques ex-Circumvesuviana SFSM ETR 086-118, construites par Sofer SpA en 1988, alimentées en 1,5 kV cc., pour voies étroites italiennes de 950 mm,
- 26 rames électriques ex-Circumvesuviana ETR 201-226 Metrostar, construites par AnsaldoBreda/Firema en 2008/2009, alimentées en 1,5 kV cc., pour voies étroites italiennes 950 mm,
- 10 SEPSA ET 100 construites par Aerfer/Ocren en 1958/60, alimentées en 3,0 kV cc, voie normale,
- 14 SEPSA ET 400 EAV construites par Firema en 1991, projet Firema E 82, alimentées en 3,0 kV cc. voie normale,
- 4 ensembles automotrice + remorque ex-MCNE. Ces rames automotrices sont immatriculées ALe 125.501-504, construites par Officine Meccaniche della Stanga et Tecnomasio en 1959 et ayant bénéficié de reconditionnements et modernisations, plus la rame automotrice bidirectionnelle ALe 125.507, construite par O.M.Stanga en 1981. Plusieurs unités ont été radiées et mises en dépôt. Alimentation en 3,0 kV cc. écartement normal,
- 5 rames automotrices avec remorques ex-MCNE. Ces automotrices sont immatriculées ALe 126.508 à 512, construites par Firema en 1984/90, alimentées en 3,0 kV cc. écartement normal,
- 2 rames électromotrices avec remorques ex-MCNE. Les électromotrices sont nommées  ALe 88, construites par Firema en 1984/85 et rachetées en 2012/13 par TPER, alimentées en 3,0 kV c.c. écartement normal,
- 5 autorails ex-MCNE construit par Fiat Ferroviaria en 1981/82 type ALn 668.3000, immatriculés ALn 668.005 à 009, voie normale,
- 4 autorails ex-MCNE, rachetés aux FS, construites par FIAT Div. Mat. Ferroviario en 1956/63 et immatriculés dans le groupe ALn 668.1400, numéros 103, 113, 116 et 118, voie normale,
- 2 autorails ex-MCNE, construits par Fiat Ferroviaria en 1991 sur la base de l'ALn 663, immatriculés ALn 663.010 & 011, voie normale,
- 11 rames automotrices type ACOTRAL MA 100, en service auparavant sur la ligne A du Métro de Rome.

Les 12 rames automotrices neuves ETR.500 Alfa 3 commandées en 2014 pour les lignes Cumana et Circumflegrea et les 9 rames ETR.243 Alfa 2 à un seul niveau et à 2 caisses, conçues par Firema et AnsaldoBreda ont été mises en service en 2016.
Les 37 rames ETR de la Circumvesuviana : 12 ETR série 001/085 et 25 ETR série 086/118, les 15 rames ex-SEPSA : 13 ET.400 et 4 ET.100, et plusieurs autorails ALn 663 de la Ferrovia Alifana desservant la Naples-Centrale-Caserte-Piedimonte Matese, vont bénéficier d'un revamping.
Le 8 mars 2021, la compagnie a signé un accord cadre avec la société Stadler Rail, pour l'achat de 40 trains électriques pour le transport local sur les lignes du Vésuve dans le sud de l'Italie, une ligne à voie étroite de 950 mm. Le contrat comprend la livraison et la maintenance sur huit ans de ces trains.
En juillet 2023, Stadler Rail et la compagnie ont signé un nouveau contrat-cadre pour la livraison de 60 nouveaux véhicules électriques similaires à ceux appartenant au précédent accord de 2021. Six des 60 trains sont équipés de systèmes de contrôle et de diagnostic des caténaires. En parallèle, Stadler doit fournir des équipements pour l'entretien des trains.

## Services d'autobus
La société E.A.V. Bus a été créée à la suite de la délibération No 1767 d’octobre 2006 du Conseil régional de Campanie afin d'unifier les systèmes de transports en commun "route et fer" des sociétés appartenant à E.A.V. Srl : Circumvesuviana Srl, SEPSA SpA et MetroCampania NordEst Srl.
En mai 2008, la société et le personnel de la société Schiano de Monte di Procida est intégrée dans EAV et en juillet 2008, c'est la société ASM qui est intégrée à la suite des accords conclus avec les mairies de Castellammare et la  Province de Naples.
En 2017, la société a transporté 8.500.000 voyageurs sur ses lignes d'autobus desservant 77 communes de la province pour un total de 11 023 943 km parcourus. Le parc autobus au 1er mars 2020 compte 492 unités dont 132 véhicules neufs livrés depuis le 1er janvier

## Galerie

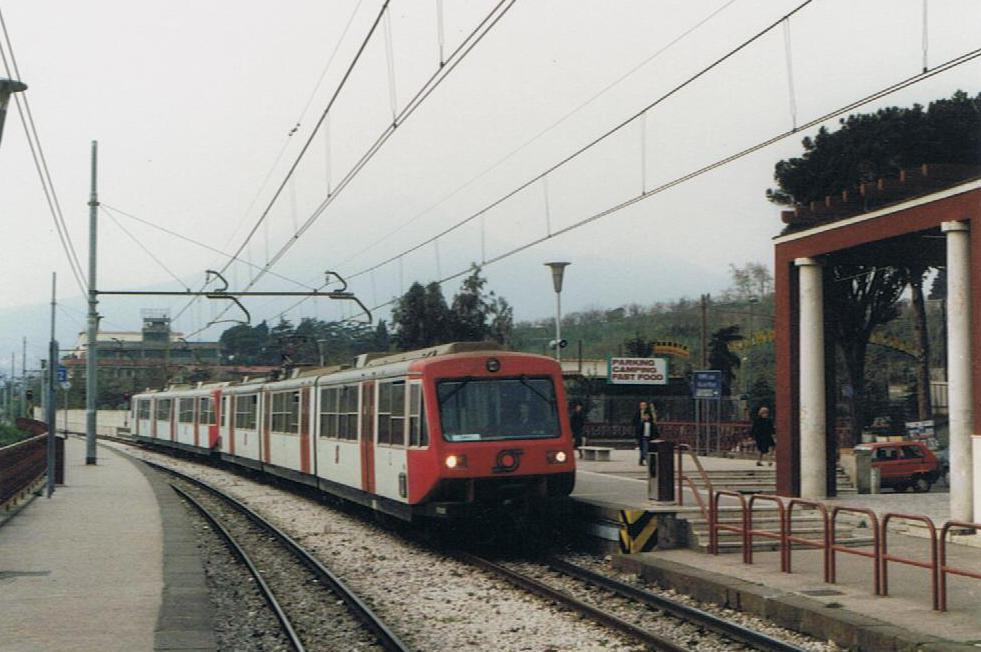
Rame SFSM ETR 001 Gare Pompei en 1990
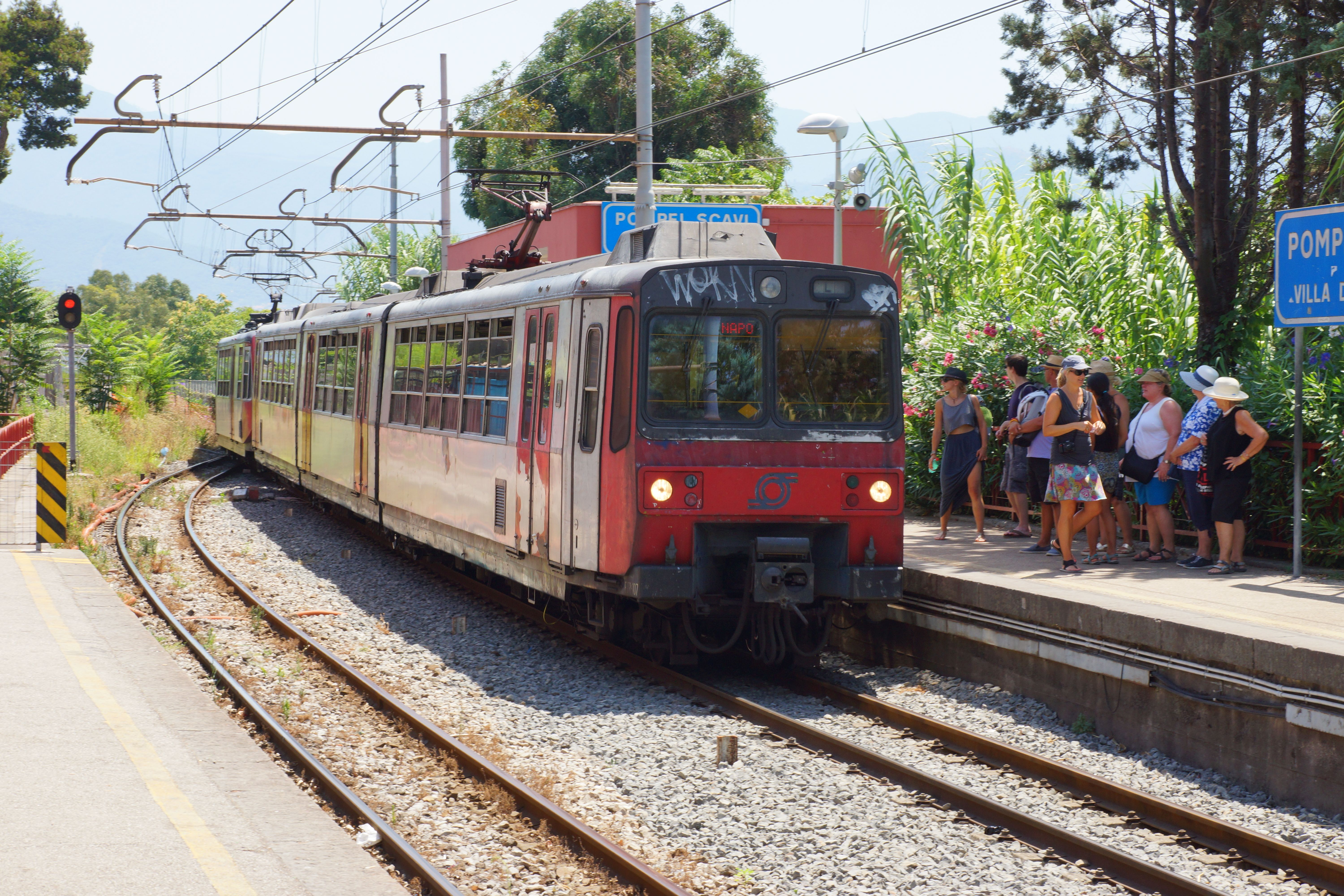
Rame SFSM ETR 107 Gare Pompei Scavi
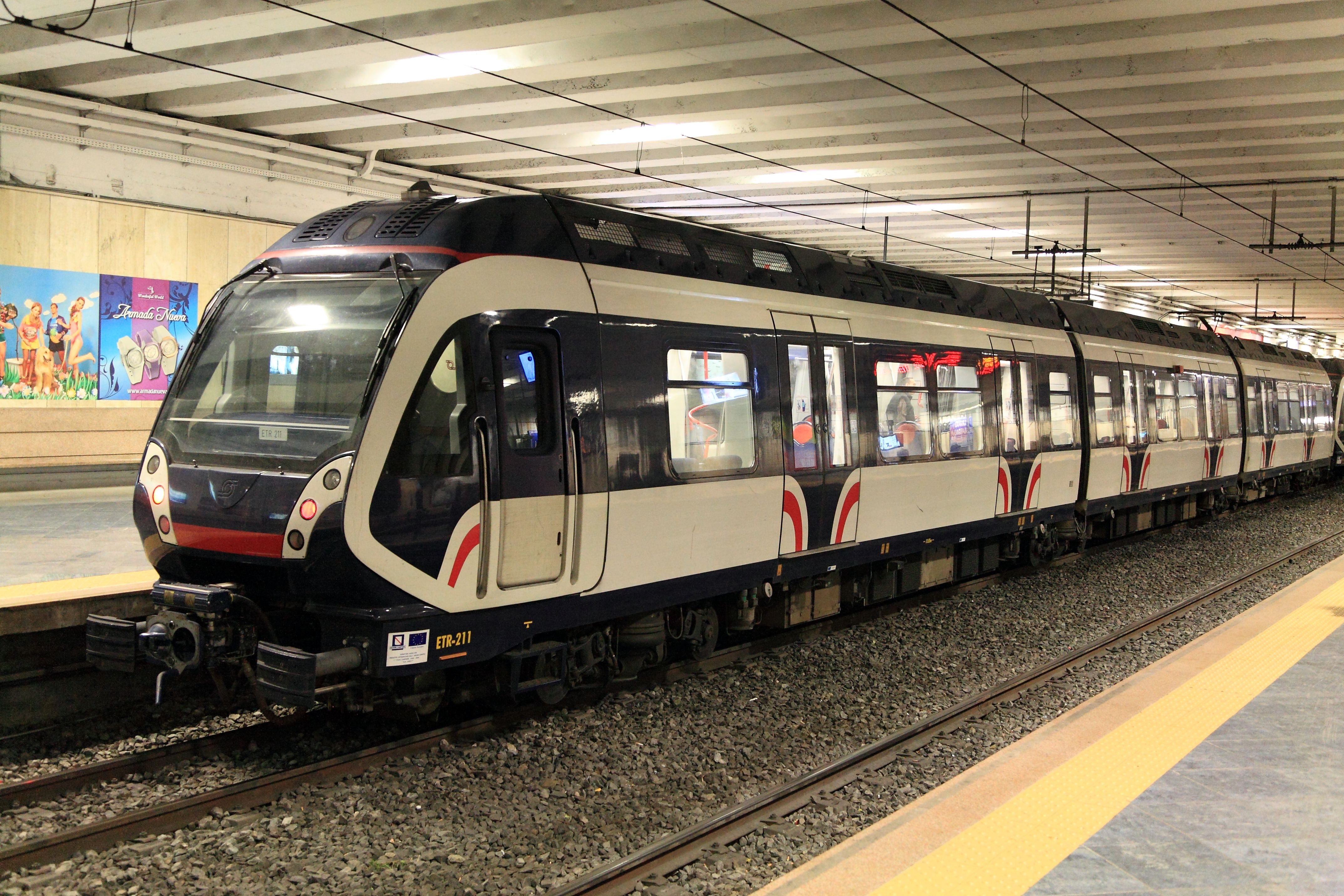
Rame ETR 211 Metrostar gare de Naples Garibaldi
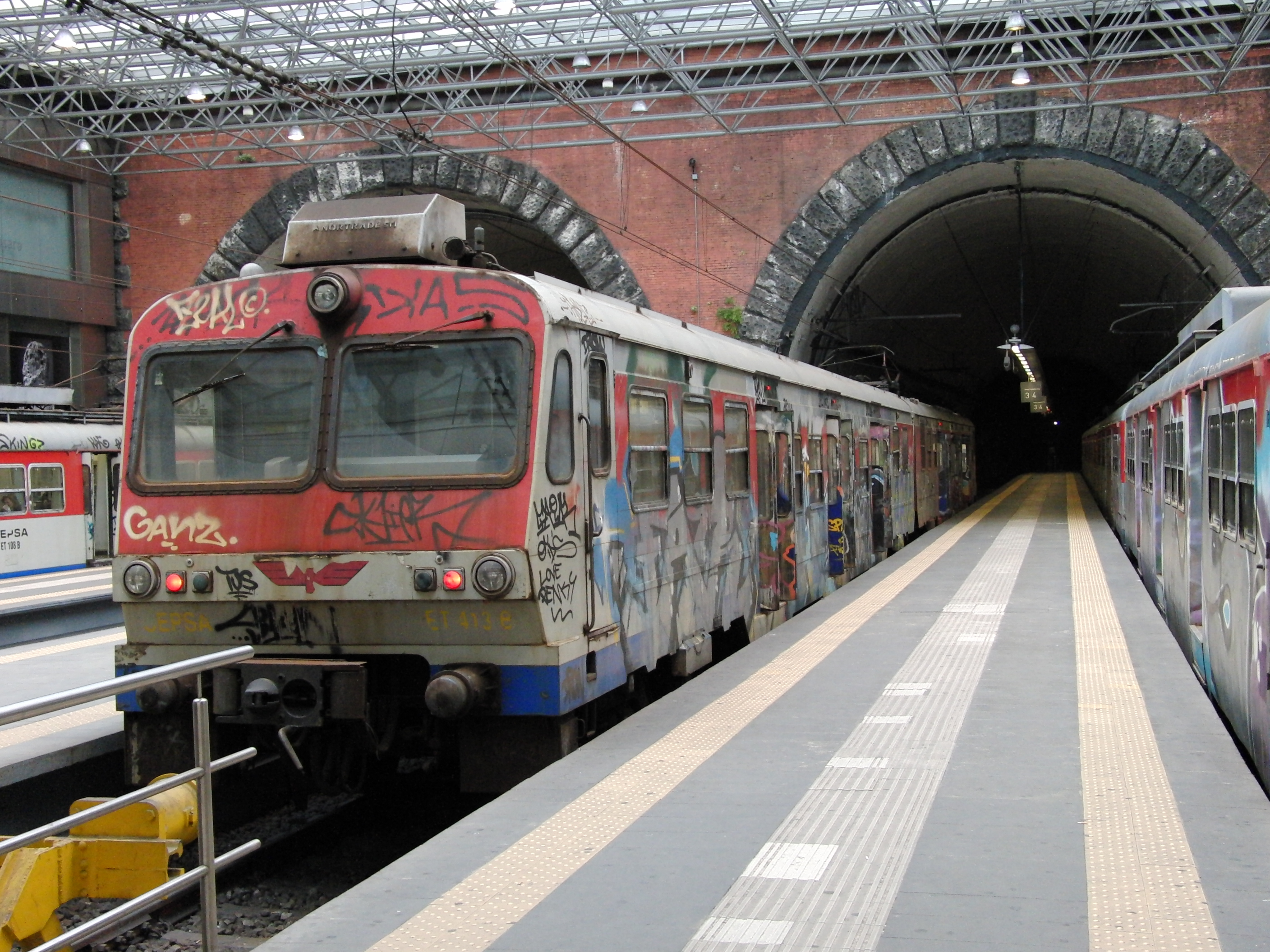
Rame SEPSA ET.400 gare Naples Monsanto
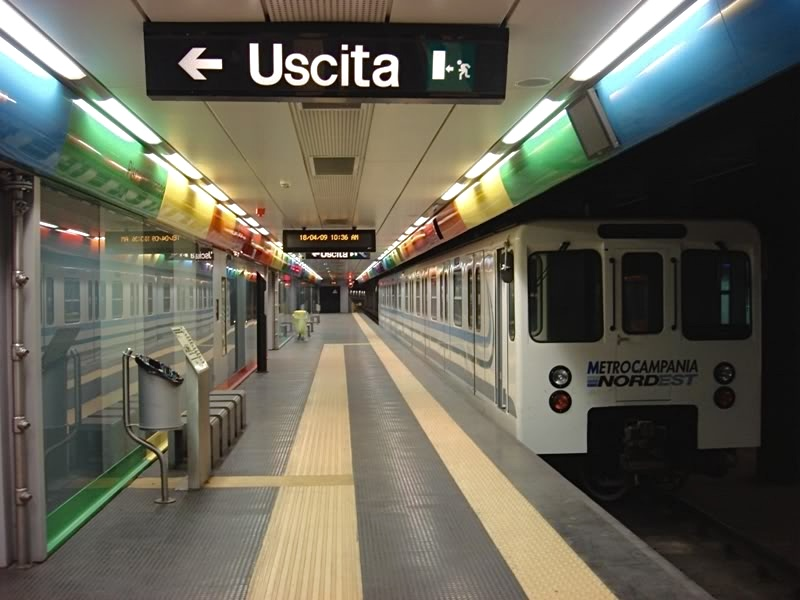
Rame ACOTRAL MA 100 Naples Piscinola